# Купеческая синагога (Киев)
Купеческая синагога — синагога, основанная в 1899 году в Киеве. В советское время была закрыта; здание капитально перестроено под кинотеатр «Кинопанорама», работавший по одноимённой киносистеме.

## История здания

### История синагоги
Здание синагоги выстроено в 1898—1899 годах по улице Малой Васильковской (ныне Шота Руставели), 19 на средства владельца земельного участка — сахарозаводчика Льва Бродского. Внешнее оформление, согласно проекту архитектора Владимира Николаева, было выдержано в так называемом кирпичном стиле. Синагога была известна как «Купеческая молельня», «Купеческая синагога». Вплоть до революции здание формально считалось частной собственностью Льва Бродского, бесплатно предоставленной для нужд иудейской общины. До 1925 года раввином синагоги был Нухим Вайсблат.
В 1920-е и в начале 1930-х годов синагога оставалась действующей; с учетом советских идейных приоритетов её переименовали в «Ремесленную». Сохранились воспоминания современника о её состоянии в то время: «Купеческая синагога была очень красива. Снизу был небольшой „штибл“ (комнатка), а вверху молились богачи, хасиды, ученые в Торе. Там молился кантор с хором — хазан Кромский, он принимал в свой хор также и девушек. Поэтому все „эрлехе идн“ (более религиозные, чем остальные) перешли в нижнюю комнату („штибл“) — молиться и учиться там».
В 1932 году Всеукраинский ЦИК постановил поддержать предложение Киевского горсовета о закрытии Ремесленной синагоги, несмотря на настойчивые просьбы сотен верующих сохранить её. Фактически богослужения здесь прекратились в 1933-м. После этого молитвенный зал был превращен в спортзал, которым пользовался техникум физкультуры.

### Последующая судьба здания
В послевоенные годы здание, сравнительно неплохо сохранившееся, предоставили клубу полиграфистов. Но в 1957—1958 годах была проведена реконструкция бывшей синагоги под кинотеатр со значительным расширением здания и полным изменением фасада (архитекторы В. Ладный, Г. Кульчицкий). На месте бывшего молитвенного зала устроен зрительный зал на 540 мест; в тылу с трёх сторон сделана трёхэтажная кирпичная пристройка для служебных и технических помещений. Кинотеатр был назван «Кинопанорама» (в 1982—1991 годах носил название «Коммунар»). Он стал первым в СССР панорамным кинотеатром (то есть с проекцией на панорамный, вогнутый экран).
После указа президента Украины Леонида Кравчука о возвращении верующим культовых сооружений иудейская община Хабад предпринимала неоднократные попытки вернуть зданию сакральный статус. Но эти попытки не увенчались успехом. По словам представителя общины Давида Мильмана: «В течение нескольких лет мы обращаемся в Киевскую городскую государственную администрацию с просьбами вернуть его верующим, но получаем отписки». Отказ мотивируют, как правило, тем, что бывшая синагога составляет лишь часть существующего объёма здания кинотеатра, а её обособленное функционирование не представляется возможным.